# Чёрная рука (вымогательство)
«Чёрная рука» (итал. La mano nera; сиц. A manu niura) — итальянская разновидность рэкета. Появившись в XVIII веке в Италии, «вымогательство чёрной руки» (англ. Black Hand extortion) пришло в США в конце XIX века с иммигрантами.
«Чёрная рука» была методом вымогательства, практикуемым гангстерами каморры и мафии. Американские газеты первой половины XX века иногда упоминали о «Чёрной руке» как о преступном предприятии, состоящем из итальянцев, в основном из сицилийских иммигрантов. Однако многие итальянцы оспаривали существование «Чёрной руки» и возражали против связанного с ней негативного этнического стереотипа, но это была не единственная точка зрения итало-американцев. Газета итало-американского сообщества Нью-Йорка Il Telegrafo: The Evening Telegraph 13 марта 1909 года напечатала редакционную статью в ответ на убийство нью-йоркского полицейского Джозефа Петрозино, в которой, в частности, говорилось: «Убийство Петрозино — тяжёлый день для итальянцев Америки, и никто из нас больше не может отрицать, что в Соединённых Штатах существует общество „Чёрной Руки“».

## Источник
К 1900 году операция «Чёрная рука» прочно обосновалась в итальянских общинах крупных городов, включая Филадельфию, Чикаго, Новый Орлеан, Скрэнтон, Сан-Франциско, Нью-Йорк, Бостон и Детройт. В 1907 году штаб-квартира Чёрной руки была обнаружена в Хиллсвилле, штат Пенсильвания, в деревне, расположенной в нескольких милях к западу от Нью-Касла, штат Пенсильвания . Чёрная рука в Хиллсвилле основала школу для обучения участников в использовании стилета . Другая штаб-квартира Чёрной руки была позже обнаружена в Бостоне, штат Массачусетс . Эта штаб-квартира, которой руководил Антонио Мирабито, она якобы действовала от Новой Англии до Нью-Йорка на юге. Полиция надеялась, что арест Мирабито сможет положить конец действиям «Чёрной руки», но они продолжались в этом районе ещё около десяти лет. Обычно преследовались более успешные иммигранты, хотя до 90 % итальянских иммигрантов и рабочих в Нью-Йорке и других общинах подвергались угрозам связанных с вымогательством.
Типичные действия Чёрной руки заключались в отправке жертве письма с угрозами телесных повреждений, похищения, поджога или убийства. В письме требовалось доставить определённую сумму денег в определённое место. Само письмо было украшено угрожающими символами, такими как дымящийся пистолет, петля палача, череп или нож, истекающий кровью или пронзающий человеческое сердце, и часто подписывалось рукой, поднятой в универсальном жесте предупреждения, напечатанной или нарисованной густой чёрной тушью.
Автор Майк Дэш заявляет: "именно эта последняя особенность вдохновила журналиста, пишущего для The New York Herald (рус. Нью-Йоркский вестник), называть сообщения письмами «Чёрной руки»- это название, которое прижилось и вскоре стало синонимом преступности в Маленькой Италии ". Термин «Чёрная рука» был с сразу же принят американской прессой и обобщен до идеи организованного преступного заговора, который стал известен как «Общество Чёрной руки».
Тенор Энрико Карузо получил письмо Чёрной руки, на котором были нарисованы: чёрная рука и кинжал, с требованием 2000 долларов. Он решил заплатить, и, когда этот факт стал достоянием общественности, он был вознагражден за свою капитуляцию, стопкой писем с угрозами в один фут высотой, включая ещё одно от той же банды за 15 000 долларов. Он сообщил об инциденте в полицию, которая организовала для него доставку денег в заранее оговоренное место, а затем арестовала двух итальянских бизнесменов, которые забрали деньги.
Иногда преступники прибегали к насилию в отношении сотрудников правоохранительных органов, которые боролись со схемами «Чёрной руки». Жертвами убийств, связанными с операциями Чёрной руки, являются: начальник полицейского управления Нового Орлеана Дэвид Хеннесси и лейтенант полицейского управления Нью-Йорка Джозеф Петрозино.

## Использованная литература
1. Д’Амато, Гаетано (апрель 1908). «The „Black Hand“ Myth» Архивная копия от 8 августа 2020 на Wayback Machine (рус. «Чёрная рука» Миф").The North American Review (рус. Североамериканское обозрение). Том. 187. University of Northern Iowa (рус. Университет Северной Айовы). стр. 543—549.
2. «Petrosino Slain Assassins Gone» Архивная копия от 17 июля 2020 на Wayback Machine(рус. «Убитые Петрозино, убийцы изчезли»). The New York Times.14 марта 1909 г.
3. «Sentenced to State Prison» (рус. «Приговорен к государственной тюрьме»). Бостонский глобус. Бостон, Массачусетс. Бостон глобус. 1 апреля 1908 г. с. 5. Архивировано из оригинала 7 декабря 2021 года. Проверено 7 декабря 2021 года с сайта Newspapers.com.
4. Уоткинс, Джон, Большие трюки великих детективов: Альбом, Том. 4, № 6, Нью-Йорк: Фрэнк А. Манси (декабрь 1907 г.), с. 1098
5. «Alleged Blackmailers Taken by Boston Police» (рус. «Предполагаемые шантажисты задержаны полицией Бостона»). Стенограмма Северного Адамса. Норт Адамс, Массачусетс. Копия Северного Адамса. 24 февраля 1908 г. с. 1. Архивировано из оригинала 7 декабря 2021 года. Проверено 7 декабря 2021 года с сайта Newspapers.com.
6. «Alleged Blackmailers» (рус. «Предполагаемые шантажисты»). Фитчбург Сентинел. Фитчбург, Массачусетс. Фитчбург Сентинел. 24 февраля 1908 г. с. 9. Архивировано из оригинала 7 декабря 2021 г. Проверено 7 декабря 2021 г. — с сайта Newspapers.com.
7. «Blackhand Plot Against Piscopo» (рус. «Заговор Блэкхэнда против Пископо»). The Boston Globe (рус. Бостонский глобус). Бостон, Массачусетс. Бостон глобус. 24 февраля 1908 г. с. 2. Архивировано из оригинала 7 декабря 2021 г. Проверено 7 декабря 2021 г. — с сайта Newspapers.com.
8. Дэш, The First Family (рус. Первая семья) (глава 3, стр. 26)
9. Дэш, The First Family (рус. Первая семья) (глава 3, стр. 27)

## Также из литературы
- Кричли, Дэвид (2008). The Origin of Organized Crime: The New York City Mafia (рус. Происхождение организованной преступности: Мафия Нью-Йорка), 1891—1931 гг. Нью-Йорк: Рутледж.
- Дэш, Майк (2009). The First Family: Terror, Extortion and the Birth of the American Mafia (рус. Первая семья: страх, вымогательство и рождение американской мафии). Лондон: Саймон и Шустер. ISBN 978-1-84737-173-7.
- Ломбардо, Роберт М. (2004). «The Black Hand: A Study in Moral Panic» (рус. «Чёрная рука: исследование моральной паники»). Global Crime (рус. Глобальная преступность). № 6: 3-4.
- Питкин, Томас Монро и Кордаско, Франческо (1977). The Black Hand: A Chapter in Ethnic Crime (рус. Чёрная рука: глава этнической преступности). Тотова, Нью-Джерси: Littlefield, Adams, & Co. (отличное социально-историческое исследование Чёрной руки в первые годы двадцатого века, когда приток итальянцев был наибольшим, с использованием различных печатных источников).
- Валлин, Джефф (3 июля 2007 г.). «In Little Italy, Mum’s the Word About Mob» (рус. «В Маленькой Италии, слова мамы о мафии»). Ежедневные новости Chi-Town Daily News (рус. Ежедневные новости Чикаго). Архивированный оригинал 23 апреля 2008 г. Проверено 19 декабря 2007 г.
- Уайт, Фрэнк Маршалл (ноябрь 1917 г. — апрель 1918 г.). «The Passing of the Black Hand» (рус. «Прохождение Чёрной руки»). The Century Magazine (рус. Журнал века). Том. XCV.
- Блэк, Джон (октябрь 2020 г.). Secret Societies Архивная копия от 19 октября 2021 на Wayback Machine (рус.Тайные общества). ISBN 9781527268074.